# Eotragus
Genre
Eotragus est un genre éteint d'artiodactyles, le premier à être clairement identifié comme étant un bovidé.

## Aire géographique
Les espèces d'Eotragus vivaient en Europe, en Afrique, et jusqu'au Pakistan, durant le Miocène, il y a environ 18 millions d'années.

## Description
Eotragus se rapproche des Boselaphini actuels, comme l'antilope Nilgaut ou l'antilope tétracère. De petite taille, ses espèces vivaient vraisemblablement en forêt.

## Liste des espèces
- Eotragus sansaniensis †
- Eotragus cristatus †
- Eotragus halamagaiensis †
- Eotragus noyei †
- Eotragus artenensis †
- Eotragus clavatus †, selon Paleobiology Database, en 2022[1].